# Gavião, Bồ Đào Nha
Gavião là một huyện thuộc tỉnh Portalegre, Bồ Đào Nha. Huyện này có diện tích 295 km², dân số thời điểm năm 2001 là 4887 người.